# 上海昆虫博物馆
上海昆虫博物馆位于上海市徐汇区枫林路300号，是兼具科学研究、标本收藏、科普展览功能的专业昆虫博物馆。另有上海大自然野生昆虫馆，位于浦东新区陆家嘴丰和路1号（东方明珠广播电视塔旁）。

## 历史
上海昆虫博物馆的前身是上海震旦博物馆昆虫部，由法国神父韩伯禄于1868年筹建，并于1883年建成。1953年后，上海震旦博物馆昆虫部成为中国科学院资产，于2001年划归中科院生命科学研究院植物生理生态研究所。
2002年其上海昆虫博物馆开始筹建，并于2004年12月6日建成开放，场馆总面积4400平方米，收藏有昆虫标本100多万件。博物馆主要有序厅、昆虫生命、昆虫世界、昆虫与人类、昆虫文化等展厅，另有昆虫放映厅和互动实验室。在互动试验室里，参观者可以借助于光学显微镜查看昆虫标本，也可以接触到活体的昆虫。博物馆还有一个占地500平米的蝴蝶园，模拟了一个小型的自然环境。

## 参观信息
- 开放时间：9:00-16:30，全年开放，成人票价15元，学生10元。
- 公共交通：轨道交通4号线，公交49、72、89、171、572、932路，隧道二线。